# Abdon Llabour
Abdon Llabour i Bouche (Sant Marçal (Rosselló), 12 de juny del 1797 - 1848) va ser un professor universitari i propagandista catòlic, fundador de l'avinyonesa Societé de la Foi el 1836.

## Biografia
Feu els seus estudis secundaris a Ceret i a Perpinyà, i anà a Carcassona a estudiar Humanitats i Retòrica al Seminari Menor, cosa que feu amb gran aprofitament. El 1817 entrà al Gran Seminari de la mateixa ciutat i hi estudià un any de filosofia i dos de Sagrades Escriptures, ciències teològiques i patrístiques; però el 1820 deixà el seminari per manca de vocació eclesiàstica. El 31 de desembre del 1821 obtingué el títol de batxiller en lletres a la facultat de Rouen i el 30 de setembre del 1826 es llicencià a la universitat de Caen. Passà amb el número u de la seva promoció les oposicions d'agregat, i el 5 de setembre del 1826 obtingué la càtedra de filosofia del Collège d'Amiens, que ja havia exercit l'any anterior en substitució temporal del titular; encara era a Amiens el 1830. Posteriorment passà a la del col·legi d'Avinyó, on ja hi era el 1836, i encara hi romania el 1839.

A la ciutat occitana hi fundà, l'octubre del 1836, la Société de la Foi amb unes finalitats semblants a les coetànies Conferències de Sant Vicenç de Paul, l'obra pia de Frédéric Ozanam. La gènesi de la Société, segons Llabour: 
| « | Un homme du monde (...) en faisant sa propre confession, domicilié à Avignon, ayant été atteint de la maladie du choléra qui le mit en deux jours aux portes du tombeau, crut en avoir été délivré par les prières de quelques âmes pieuses, par la protection de la Très Sainte Vierge et par la vertu des derniers sacrements. Ses amis et d'autres personnes estimables de la ville lui avaient témoigné, pendant sa maladie, un intérêt et un dévouement auxquels il ne croyait pas avoir de droit. C'est pourquoi, le coeur profondément touché de sa délivrance et de la conduite généreuse des Avignonnais, il conçut le projet d'une société charitable en faveur des jeunes gens du monde, pour la plus grande gloire de Dieu. | » |

Abdon Llabour feu partícip del seu projecte un jove amic seu negociant i un comerciant avinyonès, i tots plegats exposaren la idea a un vicari general de l'arquebisbat d'Avinyó, que l'aprovà i cedí una habitació de casa seva com a lloc de reunions de la nounada societat. Ben aviat, els fruits de la iniciativa es feren evidents, com ho indica un informe que redactà en Llauro posteriorment amb les actes de les reunions periòdiques. Els membres actius de la Societat es reunien setmanalment i, després d'una pregària, cada membre exposava l'activitat portada a terme i les impressions rebudes. L'Assemblea general era cada 8 de desembre, sota la presidència de l'arquebisbe nord-català Paul Naudo (nat als Angles, al Capcir, Naudo va ser arquebisbe d'Avinyó del 1842 al 1848), que apreciava els resultats obtinguts per l'associació. En paraules del seu vicari general, filles del seu temps,
| «                 | La Société de la Foi, dans un certain sens, opère plus de bien que tout le clergé avignonnais. Les apôtres laïques sont accueillis dans des milieux que le prêtre ne pourrait aborder. La ville d' Avignon a fait, sous le rapport religieux, des progrès très considérables depuis la fondation de la Société de la Foi. | » |
| — canonge Barrère | |   |

Denunciat pel seu propagandisme catòlic, el professor universitari de filosofia Llaudo fou destituït i enviat en desgràcia al col·legi municipal de Rodés. Abans de traslladar-se, però, demanà una excedència de dos anys que passà a París. En aquest període escrigué diversos llibres, com la Mémoire... publicada el 1845, a més de nombrosos articles a la Revue catholique, que també dirigia. Es presentà a les eleccions legislatives del 23 d'abril del 1848 pel departament dels Pirineus Orientals, sense èxit, i morí en el decurs del mateix any.

## Obres
- Université de France. Collège royal d'Amiens. Du sentiment religieux dans le poète. Discours prononcé par...  Amiens: Caron-Isnard, 1825, 24 p.
- Manuel de la Société de la Foi, à l'usage de tous ceux qui désirent practiquer les bonnes oeuvres Avignon, 1839 96 p.
- Dans le Journalisme et les journaux (inèdit, 250 planes)
- Que faire de la France? (inèdit, 150 planes)
- Mémoire sur l'instruction publique et sur la liberté d'enseignement: première partie Paris: Sirou, 1845, 112 p.
- Manuel et un Grand cours de philosophie (inèdit)